# Taking Woodstock

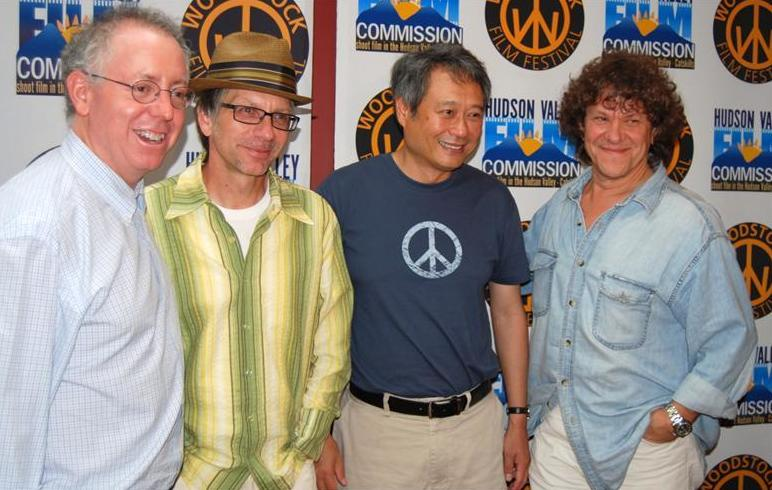
El escritor y productor James Schamus, Ron Nyswaner, el director Ang Lee y Michael Lang en una pos Fiesta, "Taking Woodstock" 2009

Taking Woodstock  (Destino: Woodstock; Bienvenido a Woodstock') es una película estadounidense dirigida por Ang Lee y estrenada en el año 2009.

## Argumento
En 1969, Elliot vuelve a su pueblo para intentar reflotar el motel regentado por sus padres. Cuando se entera de que una localidad cercana ha prohibido la celebración de un festival de música, el joven se pone en contacto con los promotores para ofrecerles su motel y, de paso, enseñarles unas tierras donde podrían celebrar el evento. Con la colaboración de Elliot y sus amigos, el festival de Woodstock comienza a tomar cuerpo y, con ello, los prometidos "tres días de paz y música en White Lake".